# 下市田站
下市田站（日语：／ Shimo-ichida eki */?）是位於日本長野縣下伊那郡高森町下市田的東海旅客鐵道（JR東海）飯田線車站。

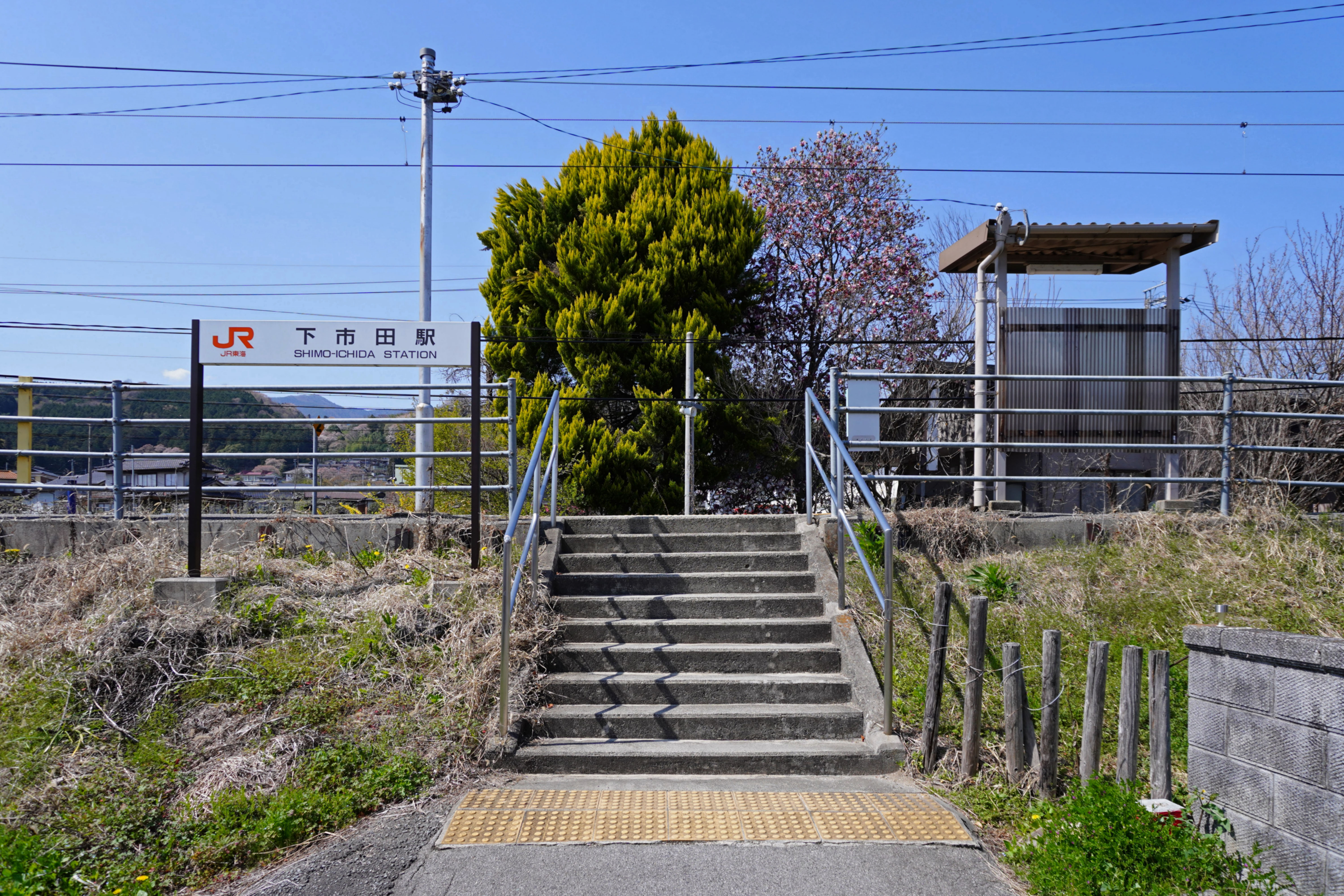
入口(2023年4月)

## 車站構造
- 單式月台，1面1線，不可以列車交會。
- 地面車站。
- 由飯田站管理的晚間或早上無人站。
- 設有候車室、公廁。

## 車站周邊
車站附近為下市田工廠區
- 國道153號

## 历史
- 1923年（大正12年）3月18日 - 伊那電氣鐵道線山吹站至元善光寺站延伸段啟用。新設下市田停車站中途站。
- 1943年（昭和18年）8月1日 - 伊那電氣鐵道線國有化，成為國鐵飯田線車站。當時，在東海道本線濱松站至名古屋站、飯田線各站、中央本線上諏訪站至鹽尻站、松本站上車的乘客可使用本車站。
- 1954年（昭和29年）12月1日 - 在東京都區內的車站與長野站上車的乘客也可使用本車站。
- 1971年（昭和46年）4月1日 - 旅客上落車站的制限廢除。成為無人站。
- 1987年（昭和62年）4月1日 - 因國鐵分割民營化，本站成為東海旅客鐵道的車站。
- 2011年（平成23年）5月31日 - 在建議中的中央新幹線，JR預計路線在長野縣的車站是會在本站至下市田站的周邊地區，也可能在南方的農地[1]。

## 相鄰車站
東海旅客鐵道
 飯田線
■快速「水篶」
通過
■普通
元善光寺－下市田－市田